# Instituto Terra de Preservação Ambiental
O Instituto Terra de Preservação Ambiental (ITPA) é uma organização privada, sem fins lucrativos, que trabalha desde 1998 em favor do desenvolvimento sustentável. É a maior organização ambientalista com sede no Estado do Rio de Janeiro, onde mantém dezenas de frentes de trabalho, com mais de 70 colaboradores. 
Por meio de parcerias estabelecidas com todos os setores da sociedade (empresas privadas, poder público, ONGs e grupos organizados), se transformou em uma das mais influentes organizações ambientalistas do país. 
Desde sua fundação o ITPA já viabilizou investimento em projetos de criação e implantação de reservas naturais, turismo natural e uso público, restauração florestal, entre outros. Para isso, mantém moderna estrutura de gestão que permitiu gerar mais de 500 postos verdes de trabalho com carteira assinada.
O foco institucional do ITPA é o Estado do Rio de Janeiro, notadamente as unidades de conservação da natureza.

## Histórico
O ITPA é uma organização baseada nos princípios da democracia participativa, transparência e profissionalismo. Suas ações buscam resultados para a conservação da natureza com inclusão social. 
A organização surgiu a partir de uma iniciativa local de ambientalistas interessados em garantir a proteção de um dos últimos e mais conservados fragmentos de Mata Atlântica no Estado do Rio de Janeiro, a Reserva Biológica Federal do Tinguá. Esta reserva natural mantém altos índices de diversidade, principalmente por seu elevado gradiente altitudinal, que varia até cerca de 1800 metros. 
Fundada no município de Miguel Pereira, o ITPA está presente em mais de dez municípios fluminenses, e segue na busca constante pela construção e aperfeiçoamento de políticas públicas, em especial aquelas dedicadas à conservação da natureza e ao desenvolvimento sustentável.

## Prêmios
- TOP SOCIAL
- ASME GLOBAL PIPELINE AWARDS
- EMPREENDEDOR SOCIAL 2007
- VIVA MATA ATLÂNTICA 2015